# Lybia tesselata

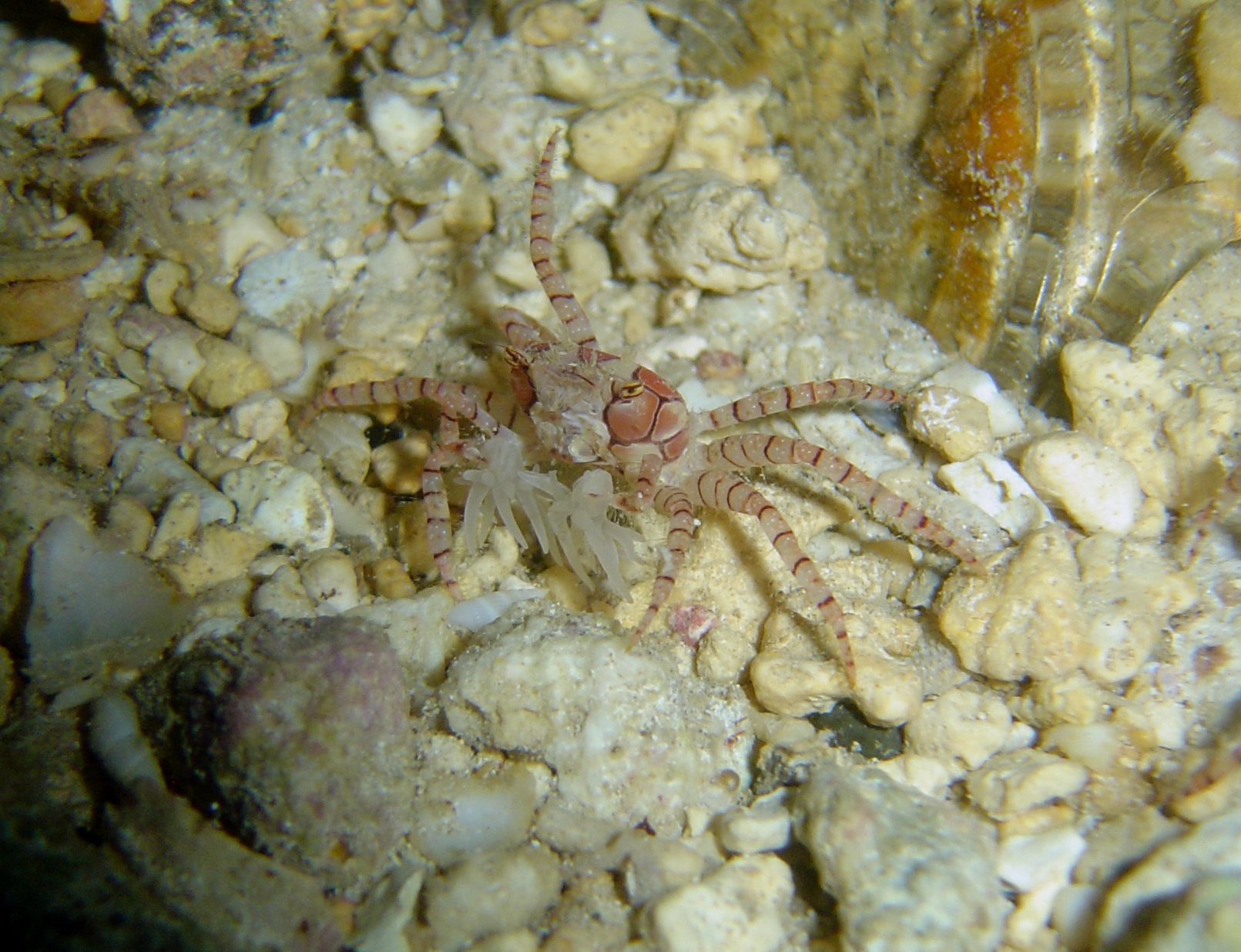
Lybia edmondsoni

Lybia tesselata sau crabul boxer este un crustaceu cu dimensiuni de circa 3 cm. Poartă pe clești anemone mici, care probabil îi procură hrana. Dacă crabul se simte amenințat, arată „pumnii” (cleștii) pe care se află anemonele, de aici provenind și numele de „crab boxer”. Trăiește în mările tropicale din regiunea Pacificului de sud și vest de lângă India, Indonezia, Africa și Insulele Marshall.